# Ludwig Foltz

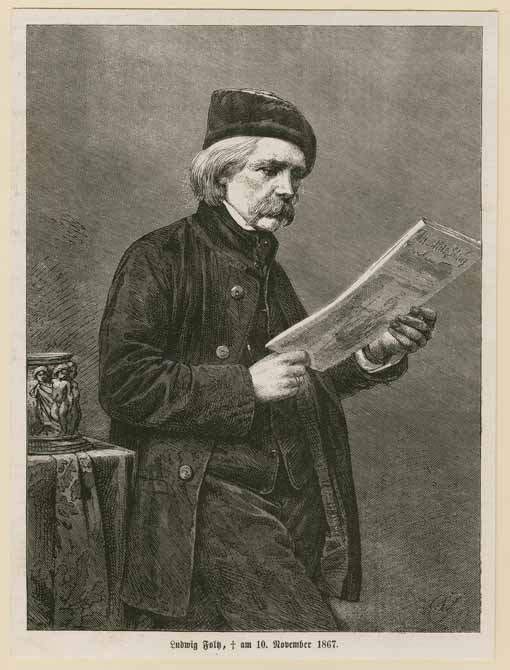
Ludwig Foltz

Ludwig Foltz (* 23. März 1809 in Bingen; † 10. November 1867 in München) war ein deutscher Architekt, Bildhauer, Illustrator und Hochschullehrer.

## Leben
Foltz war der dritte Sohn des Kunstmalers und Zeichenlehrers Ludwig Foltz (1778–1848) und dessen Frau Margarete Christina (geb. Kertell). Von seinen sieben Brüdern starben vier bereits früh, die anderen waren der Akademieprofessor, Historienmaler und Direktor der Pinakothek Philipp Foltz (1805–1877), der Zeichner und Stahlstecher Friedrich Foltz (1811–1879) und Karl Foltz (1816–1837 oder 1841).
Foltz besuchte zunächst die Realschule in Bingen und ging 1825 im Alter von 16 Jahren nach Straßburg in die Bauhütte des Baumeisters Arnold, um Architekt zu werden. Hier erhielt er bei Arbeiten am Münster eine Schulung am gotischen Formengut und war auch am Neubau eines Schulhauses beteiligt. Er fand 1827 Aufnahme beim Baurat Johann Claudius von Lassaulx in Koblenz, der ihn dem späteren preußischen Minister Moritz August von Bethmann-Hollweg für den Ausbau des Schlosses Rheineck anempfahl. Zunächst absolvierte er jedoch bei dem Bildhauer Scholl in Mainz eine einjährige Ausbildung zum Steinmetz. Ab 1830 besuchte Foltz die Bauakademie und trat zwei Jahre später in das Atelier von Ludwig Schwanthaler ein, zu dessen Lieblingsschüler er wurde. Er folgte dort seiner Vorliebe für altdeutsche Kunst. Hier war er an der Ausstattung des Thronsaales des Münchner Schlosses mit kolossalen Statuen beteiligt und fertigte 12 überlebensgroße Figuren aus Kalkstein.
Im Jahr 1837 übertrug ihm der bayerische Minister Joseph Ludwig von Armansperg die Restaurierung und Einrichtung seines Schlosses Egg bei Deggendorf im Bayerischen Wald. Die dort von Foltz geleistete Arbeit fand bei einem Besuch von König Maximilian II. bei diesem so große Anerkennung, dass dem geplanten Großbauprojekt zum Bau einer Villa für den König in Regensburg auf der Ostenbastei nichts mehr im Wege stand.

### Arbeiten in Regensburg
1841 beantragte Foltz die Niederlassung als Bildhauer in Regensburg. Gemeinsam mit seiner Braut Karolina Spitzer, die er in Regensburg heiratete, wohnte er laut Adressbuch von 1844 zunächst im Haus Ludwigstraße 6 und ab 1852 im Haus Untere Bachgasse 1. Von 1845 bis 1852 übernahm Foltz eine Stelle als Zeichenlehrer an der Kreislandwirtschafts– und Gewerbeschule Regensburg. Noch im gleichen Jahr übernahm Foltz auch die Wiederherstellung und Restaurierung einer 1459 entstandenen, ursprünglich vor dem Jakobstor platzierten, im Dreißigjährigen Krieg stark beschädigten Wegsäule, die außerhalb der Stadt in einem Forst aufgefunden worden war.

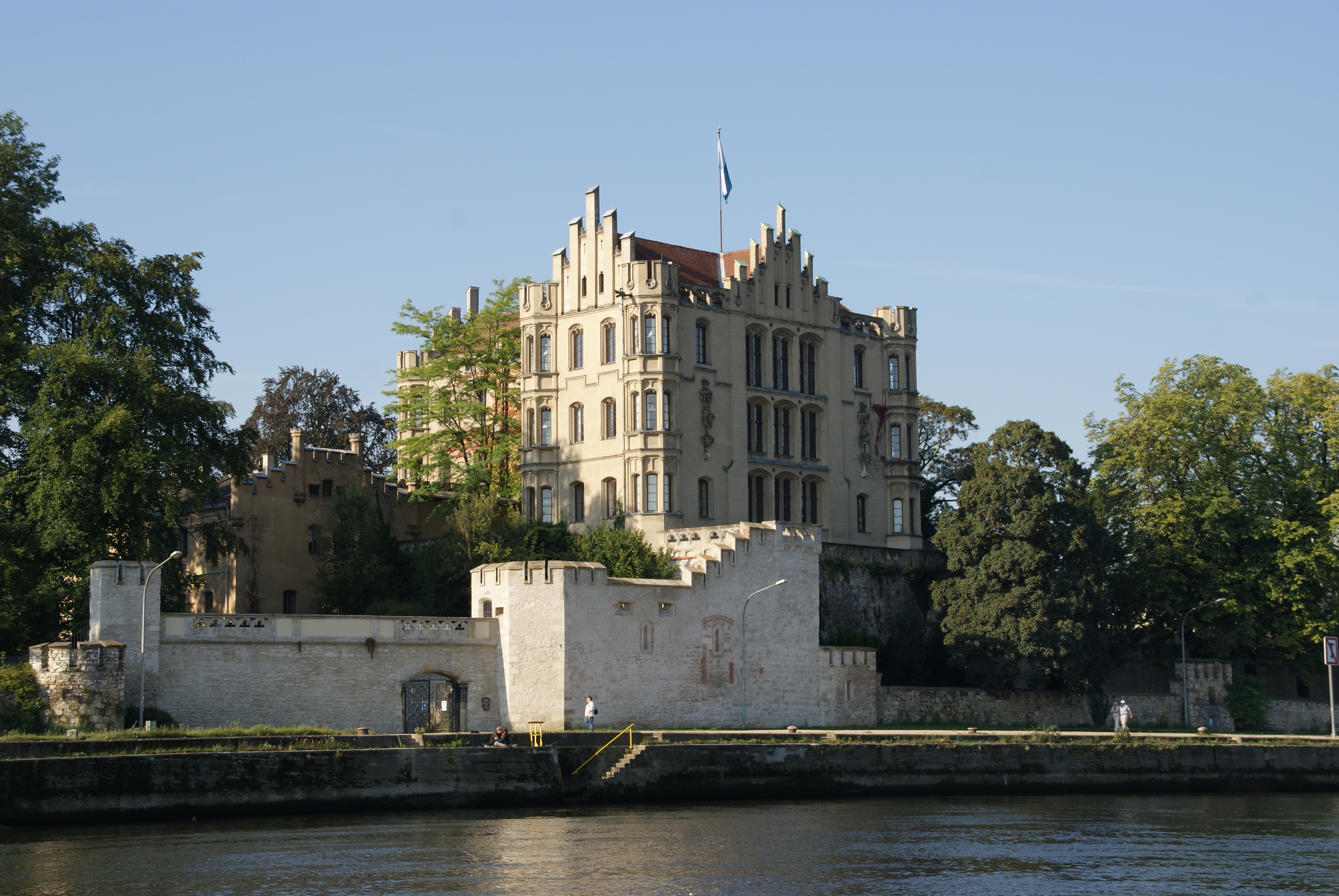
Königliche Villa an der Donau von Norden

Von 1854 bis 1856 wurde am Südufer der Donau ganz im Osten der Altstadt von Regensburg das größte von Foltz geplante Bauprojekt verwirklicht. Erbaut wurde die im neogotischen Maximilianstil (auch Tudorgotik) geplante Königliche Villa. Vom Nordufer der Donau aus betrachtet, bot das Gebäude am Südufer mit seinen zinnenbekrönten Ecktürmen, mit Giebeln, Terrassen und Galerien einen imposanten und malerischen Anblick. Im September 1856 wurde der Bau von einer königlichen Kommission abgenommen. Die Kosten in Höhe von rund 72.000 Gulden überschritten die ursprünglich veranschlagte Summe nur geringfügig. Foltz hatte sogar im noch heute vorhandenen Stadtgraben einen eigenen Gondelhafen geplant, zugänglich von der Donau über einen Stichkanal, der unter der damals noch vorhandenen Stadtmauer hindurch geführt werden musste. Der Stichkanal zur Donau musste 1855 wieder beseitigt werden, weil auf dem Donauufer die für den Hafen geplante Hafenbahn verkehren sollte. Foltz entwarf nicht nur die gesamte Innenausstattung (Möbel, Lüster, Öfen), er hatte auch die Zufahrten zum Schloss und ihre Bestückung mit Bäumen geplant. Die Gestaltung der Gartenanlagen übertrug er dem Oberhofgärtner Carl Effner.

### Weiteres Wirken
1852 wurde Foltz als Professor an die Polytechnische Schule München berufen und mit der Wiederherstellung des von François de Cuvilliés errichteten, aber inzwischen verfallenen königlichen Residenztheaters betraut. Er reiste Anfang des Jahres 1853 nach Italien, um dort Marmor für die Neuausstattung zu erwerben. Insgesamt war er zwei Jahre mit diesem Bau beschäftigt. Anschließend erhielt er zahlreiche Aufträge des bayerischen Adels. So errichtete er ein Schloss für den oberfränkischen Baron von Künsberg und bekam Aufträge von Maximilian Karl von Thurn und Taxis zur Gestaltung und Erstellung von vier Sarkophagen für die fürstliche Gruftkapelle im Schloss St. Emmeram. Auch im Auftrag der Stadt Regensburg war Foltz tätig und entwarf für das geplante große Sängertreffen im Jahr 1847 die Festfahne, den Festpokal, die Festkrüge und Gedenkmedaillen. 1852 bis 1855 wurde unter der Leitung von Foltz im Auftrag der adeligen Familie Arco die Gruftkapelle der Kurfürstin Maria Leopoldine auf dem Antoniberg in Stepperg errichtet. Er wurde mit der Renovierung der Kirchen im Kornwinkel und der Vollendung der Neupfarrkirche in Regensburg betraut. Hier sollte die als Provisorium entstandene westliche Fassade vollendet werden und dabei der Innenraum der Kirche zur Aufnahme einer Orgel erweitert werden. Foltz löste die Aufgabe feinfühlig, ohne in die bauliche Altsubstanz einzugreifen. Geschaffen wurde ein fünfseitiger Westchor, der eine doppelgeschossige Orgelempore aufnehmen konnte. Zudem war er dem Ausbau mehrerer Schlösser beteiligt.
Ab 1863 war er überwiegend mit den Arbeiten für die Wiederherstellung der Münchener Frauenkirche beschäftigt. Er fertigte 12 lebensgroße Apostelstatuen aus Sandstein und rund 30 Statuen von Heiligen sowie 40 kleinere geschnitzte Holzfiguren, Altäre, Beichtstühle, Kronleuchter, Tabernakel und weitere Ausstattungsgegenstände. Teilweise schuf er diese selbst, die anderen wurden in seiner Werkstatt hergestellt. Des Weiteren fertigte er einige Metallsärge für Regensburg und Schwerin, ein Monument für den Baron von Closen, aber auch kleinere Statuetten, Elfenbeinschnitzereien, Modelle für Möbel und Haushaltsgeräte, Kamin- und Ofenzierrat, Grabmäler und vieles mehr. Er war als Architekt, Steinmetz, Bildhauer in Holz, Stein und Metall gefragt und bewegte sich bei seinen Arbeiten mit Vorliebe im Bereich der Gotik und der deutschen Renaissance. Als Lehrer ließ er für seine Schüler an der polytechnischen Schule Zeichnungsvorlagen drucken. In den letzten Lebensmonaten plagten ihn immer wieder Verdauungsstörungen und er begab sich im Sommer 1867 zu einer Kur in den Böhmischen Badeort Marienbad. Doch als er zurückgekehrt war verschlimmerte sich sein Leiden.

## Ehrungen
- Foltz war Mitglied des Münchner Vereins für Christliche Kunst.[7]
- 1857: Ritterkreuz II. Klasse des Verdienstordens vom heiligen Michael für die Renovierung des Münchner Residenztheaters

## Familie und Grabstätte

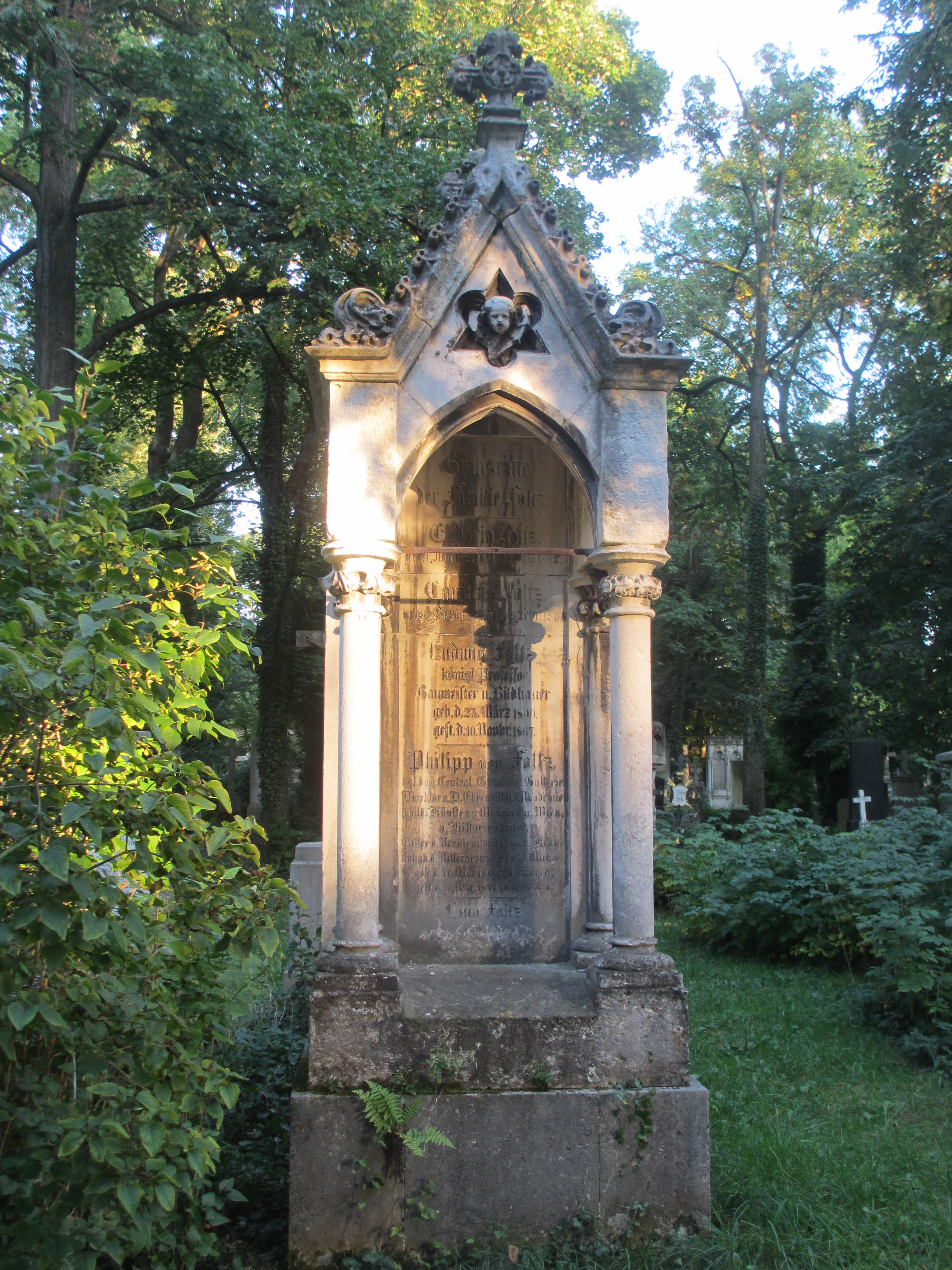
Grab von Ludwig Foltz auf dem Alten Südlichen Friedhof in München

Am 24. Juni 1841 heiratete Foltz in München Karolina (geborene Spitzer, 22. September 1824–16. Februar 1864), die Tochter eines Braumeisters aus Tegernsee.
- Jakob Ludwig Foltz (um November 1843–März 1844)
- Eleonore Eudoria Foltz (* 1845) ⚭ Hecht
- Adelheid Karoline Foltz (Dezember 1846–26. Januar 1847)
- Karoline (Lina) Foltz (* 4. August 1852–Juli 1915), wurde Landschaftsmalerin.
- Marie (Maria) Foltz

Er starb 1867 im Alter von 58 Jahren in München. Bei seiner Beerdigung waren vier seiner Töchter und seine beiden Brüder Philipp und Friedrich Foltz anwesend. Die Grabstätte von Ludwig Foltz befindet sich auf dem Alten Südlichen Friedhof in München (Gräberfeld 29 – Reihe 13 – Platz 10/11) Standort. In dem Grab liegt auch sein Bruder Philipp von Foltz.